# Leptotarsus caffer
Leptotarsus caffer är en tvåvingeart som först beskrevs av Alexander 1917.  Leptotarsus caffer ingår i släktet Leptotarsus och familjen storharkrankar. Inga underarter finns listade i Catalogue of Life.